# 2014 في إندونيسيا
فيما يلي قوائم الأحداث التي وقعت خلال عام 2014 في إندونيسيا.

## أحداث
- 28 ديسمبر – طيران آسيا الرحلة 8501
- 9 يوليو – الانتخابات الرئاسية الإندونيسية 2014

## سياسة

### تعيين في المنصب
- 20 أكتوبر – جوكو ويدودو رئيس إندونيسيا.
- 19 نوفمبر – باسوكي تجاهاجا بورناما حاكم جاكرتا.

### انتهاء فترة المنصب
- 20 أكتوبر – جوكو ويدودو حاكم جاكرتا.
- 20 أكتوبر – سوسيلو بامبانغ يودهويونو رئيس إندونيسيا.

## أفلام
من الأفلام التي صدرت هذه السنة في إندونيسيا:
- 1 يناير – السلام عليكم بكين

## وفيات

### مايو
- 6 مايو – عزيز ستار (مواليد 1925) ممثل ماليزي.